# Sound Cube
Sound Cube（サウンドキューブ）は、かつてAIR-G'で放送されていたノンストップミュージック番組。

## 概要
AIR-G'が1993年4月に24時間放送を開始し、当初は『Heat Islands Story』を放送していたが、2003年ごろに現在のタイトルに変更となった。ノンストップミュージック番組であるため、CMは、放送せず次番組まで音楽を流すのみとなっている。JFNの平日午前3時 - 5時の生放送番組をネットしていない。

## 放送時間
- 月-木曜日（3:00 - 5:00）
- 金曜日（3:00 - 7:00）
- 土曜日（4:00 - 6:00）

## 前身・後継番組
- Heat Islands Story（前身番組）
- MUSIC PATIO（後継番組）